# Lorenzo Fago
Lorenzo Fago (13. srpna 1704 Neapol – 30. dubna 1793 tamtéž) byl italský varhaník, hudební skladatel a pedagog, nejstarší syn skladatele Nicoly Faga.

## Život
Byl synem varhaníka a skladatele Nicola Fago (1677–1745). Hudební základy získal u svého otce. Vstoupil na Conservatorio della Piety dei Turchini v Neapoli, kde jeho otec učil. V roce 1731 se stal druhým varhaníkem v neapolské katedrále a ve stejném roce i pedagogem na konzervatoři. V roce 1736 se oženil s Angelou Albinou Gleinodovou. V roce 1737 byl jmenován druhým maestrem na konzervatoři a posléze v roce 1744, po smrti Leonarda Lea, byl jmenován prvním maestrem.
Jeho syn, Pasquale Fago, se stal rovněž varhaníkem a skladatelem.

## Dílo
Z jeho díla se dochovalo poměrně málo: oratorium La sposa de' sacri cantici (1742), dvě árie, mše a čtyři moteta, vše v přísně konservativním duchu.